# Langøy (Kragerø)
Langøy est une île de la commune de Kragerø,  dans le comté de Telemark en Norvège.

## Description
L'île de 6,6 km2 se trouve dans le nord de l'archipel de Kragerø. C'est la deuxième plus grande île de l'archipel. L'île dispose d'une liaison par ferry avec Kragerø (exploitée par Kragerø Fjordbåtselskap (en)).
L'extraction du fer a commencé à Langøy à un moment donné au XVIIe siècle et s'est poursuivie jusqu'au milieu du XIXe siècle. Avec le déclin des forges en Norvège dans les années 1860, il n'y eut bientôt plus de marché pour le fer et la dernière des mines de Langøy dut fermer en 1869.
Ici, il y a beaucoup de vieilles routes qui ont été construites par Peder Anker (en) en son temps, de nombreuses mines et un vieux cimetière. Langøy possède également le point culminant de l'archipel, Langøybratten, également appelé Signalen, à 117 mètres d'altitude. Il y a eu un poste de garde au sommet. Un autre sommet est Fløyfjell (103 m).